# امید (فیلم آینده)
امید (انگلیسی: Hope؛‏ کره‌ای: 호프) یک فیلم علمی تخیلی دلهره‌آور به نویسندگی و کارگردانی نا هونگ جین است. بازیگران این فیلم هوانگ جونگ مین، جو این سونگ، هویون جونگ، آلیسیا ویکاندر و مایکل فاسبندر هستند.

## داستان
یک کشف مرموز در یک شهر بندری دورافتاده منجر به مبارزه برای بقا می‌شود.

## بازیگران
- هوانگ جونگ مین
- جو این سونگ
- هویون جونگ
- آلیسیا ویکاندر
- مایکل فاسبندر
- تیلور راسل
- کمرون بریتون
- اوم ته گو
- لی کیو هیونگ

## تولید

### توسعه
گزارش شده که کارگردان و نویسنده نا هونگ جین در ابتدا در این فیلم با آلفونسو کوارون همکاری می‌کرد. این نخستین فیلم نا هونگ جین پس از شیون در سال ۲۰۱۶ است. او توضیح داد که چگونه این فیلم بر اساس ایده‌ای که در سال ۲۰۱۷ یا ۲۰۱۸ از تصویری در حین غذا خوردن در یک رستوران به ذهنش رسیده بود، شکل گرفت. این فیلم توسط Forged Films به همراه پلاس ام انترتینمنت به صورت بین‌المللی و توسط یوتی‌ای ایندیپندنت فیلم گروپ و پلاس ام در آمریکای شمالی توزیع می‌شود. گزارش شده که بودجهٔ این فیلم بیشتر از هر فیلم کره‌ای قبلی بوده است.

### انتخاب بازیگران
گروه بازیگران این فیلم شامل هویون جونگ، هوانگ جونگ مین، جو این سونگ، اوم ته گو و لی کیو هیونگ و همچنین مایکل فاسبندر و آلیسیا ویکاندر است که از زبان انگلیسی در این فیلم استفاده می‌کنند. این اولین همکاری سینمایی برای زوج واقعی ویکاندر و فاسبندر پس از فیلم نور میان اقیانوس‌ها در سال ۲۰۱۶ است. در آوریل ۲۰۲۳, کمرون بریتون و تیلور راسل به گروه بازیگران پیوستند.

### فیلم‌برداری
تصویربرداری اصلی در سال ۲۰۲۳ در بوک‌پیونگ میون آغاز شد. مکان‌های فیلمبرداری شامل نام‌چانگ در شهرستان هه‌نام بود. فیلم‌برداری همچنین در رومانی نیز انجام شد. فیلم‌برداری ویکاندر و راسل تا ژوئیه ۲۰۲۴ تکمیل شده بود.

## انتشار
این فیلم برای انتشار در سال ۲۰۲۵ در نظر گرفته شده است.